# Alexander Leonidowitsch Tschaiko
Alexander Leonidowitsch Tschaiko (russisch Александр Леонидович Чайко; * 3. Januar 1960) ist ein ehemaliger sowjetischer Skilangläufer.

## Werdegang
Tschaiko hatte seinen ersten internationalen Erfolg bei den Junioreneuropameisterschaften 1978 in Murau. Dort gewann er Gold mit der Staffel. Im folgenden Jahr holte er bei den Juniorenweltmeisterschaften in Mont Sainte-Anne Silber über 15 km und Gold mit der Staffel. Bei den Juniorenweltmeisterschaften 1980 in Örnsköldsvik gewann er jeweils die Goldmedaille über 15 km mit der Staffel. In der Saison 1980/81 siegte er beim Weltcup in Davos, Ramsau am Dachstein und in Kastelruth jeweils mit der Staffel. Zudem wurde er in Falun Zweiter und in Oslo Dritter mit der Staffel. In Davos erreichte er mit Platz drei über 15 km seine einzige Podestplatzierung im Weltcupeinzel und zum Saisonende den achten Gesamtplatz im inoffiziellen Weltcup. Außerdem wurde er 1981 sowjetischer Meister über 30 km und mit der Staffel. Bei den Nordischen Skiweltmeisterschaften im Februar 1982 in Oslo kam er auf den 19. Platz über 30 km. Mitte der 1980er beendete er seine Karriere und arbeitete zunächst als Skitrainer in Onega und machte sich später selbstständig.